# Radzyń Podlaski
Radzyń Podlaski is een stad in het Poolse woiwodschap Lublin, gelegen in de powiat Radzyński. De oppervlakte bedraagt 19,29 km², het inwonertal 16.140 (2005).

## Verkeer en vervoer
- Station Radzyń Podlaski